# Orvin B. Fjare
Orvin Benonie Fjare, född 16 april 1918 i Sweet Grass County i Montana, död 27 juni 2011 i Helena i Montana, var en amerikansk republikansk politiker. Han var ledamot av USA:s representanthus 1955–1957.
Fjare var verksam som delägare i en klädbutik i Montana och deltog i andra världskriget i USA:s armé. Han blev invald i representanthuset i kongressvalet 1954 men lyckades inte bli omvald två år senare. År 1959 var han ledamot av Montanas representanthus.
I senatsvalet 1960 besegrades Fjare av Lee Metcalf.